# Кривопишин, Иван Григорьевич
Иван Григорьевич Кривопишин (1796 — 4 (16) июня 1867, Санкт-Петербург) — генерал-лейтенант русской императорской армии; начальник штаба Корпуса инженеров путей сообщения.
Произведён в офицеры 13 ноября 1816 года. Полковник с 1831 года. Служил в лейб-гвардии Финляндском полку.
Исправлял должность вице-директора Инспекторского департамента Военного министерства, а 14 апреля 1840 года был произведён в генерал-майоры с утверждением в должности. С 6 декабря 1849 года — генерал-лейтенант.
В 1853 году, после назначения А. И. Мясоедова в Сенат, Кривопишин возглавил штаб Корпуса инженеров путей сообщения; был членом Совета и Аудиториата Главного управления корпуса. Кривопишин был «отчислен от ведомства путей сообщения» 3 февраля 1856 года и затем назначен членом Генерал-аудиториата Военного министерства, в последней должности состоял до конца жизни. В последние годы жизни проживал с семьей на Царскосельском проспекте, д. 5 (ныне — Московский проспект, 20), хотя и имел во владении собственный доходный дом (Сенная площадь, 8).
Похоронен на Новодевичьем кладбище в Санкт-Петербурге (средняя часть, Алтарная дорожка, уч. 19).
Был дважды женат. Вторая жена, Анна Николаевна, умерла 22 декабря 1878 года и была похоронена вместе с мужем на Новодевичьем кладбище. У них сын, Владимир (в 1917 году — статский советник в звании камер-юнкера).